# Conquistadores españoles
El término conquistadores españoles se refiere de forma genérica a los soldados y exploradores españoles que, desde finales del siglo xv y durante el siglo xvi, invadieron y sometieron grandes extensiones de territorio en América y Filipinas, incorporándolas a los dominios de la monarquía española. La exploración y conquista de América tuvo ocasión durante la llamada era de los descubrimientos, la cual siguió a la llegada de Cristóbal Colón en 1492.
Los conquistadores fundaron numerosas ciudades, entre ellas en sitios con asentamientos precolombinos preexistentes. Además de las conquistas, los conquistadores españoles hicieron exploraciones significativas en la selva amazónica, la Patagonia, el interior de América del Norte y el Océano Pacífico.
Desde la perspectiva local de los pueblos originarios de las Américas, muchas veces las conquistas españolas son entendidas como una invasión y saqueo de los territorios, y la explotación de las poblaciones en los mismos. Desde un ámbito más españolista, se defiende que la colonización trajo consigo progresos muy significativos en los ámbitos de la culturización, la tecnología y la medicina en las tierras conquistadas.

## Origen del término
El término "conquistador" tiene sus orígenes en la época de la Reconquista, específicamente en 1238, cuando el rey Jaime I de Aragón logró liberar Valencia del dominio musulmán. Por este logro, se le otorgó el título honorífico de «El Conquistador». Más adelante, el término fue llevado a América, donde adquirió un sentido particular: designaba al hombre que, mediante el uso de las armas, impuso la autoridad de España y de la Iglesia sobre los territorios que, tras la donación papal de Alejandro VI, pasaron a formar parte de la Corona española.

## La conquista española de América

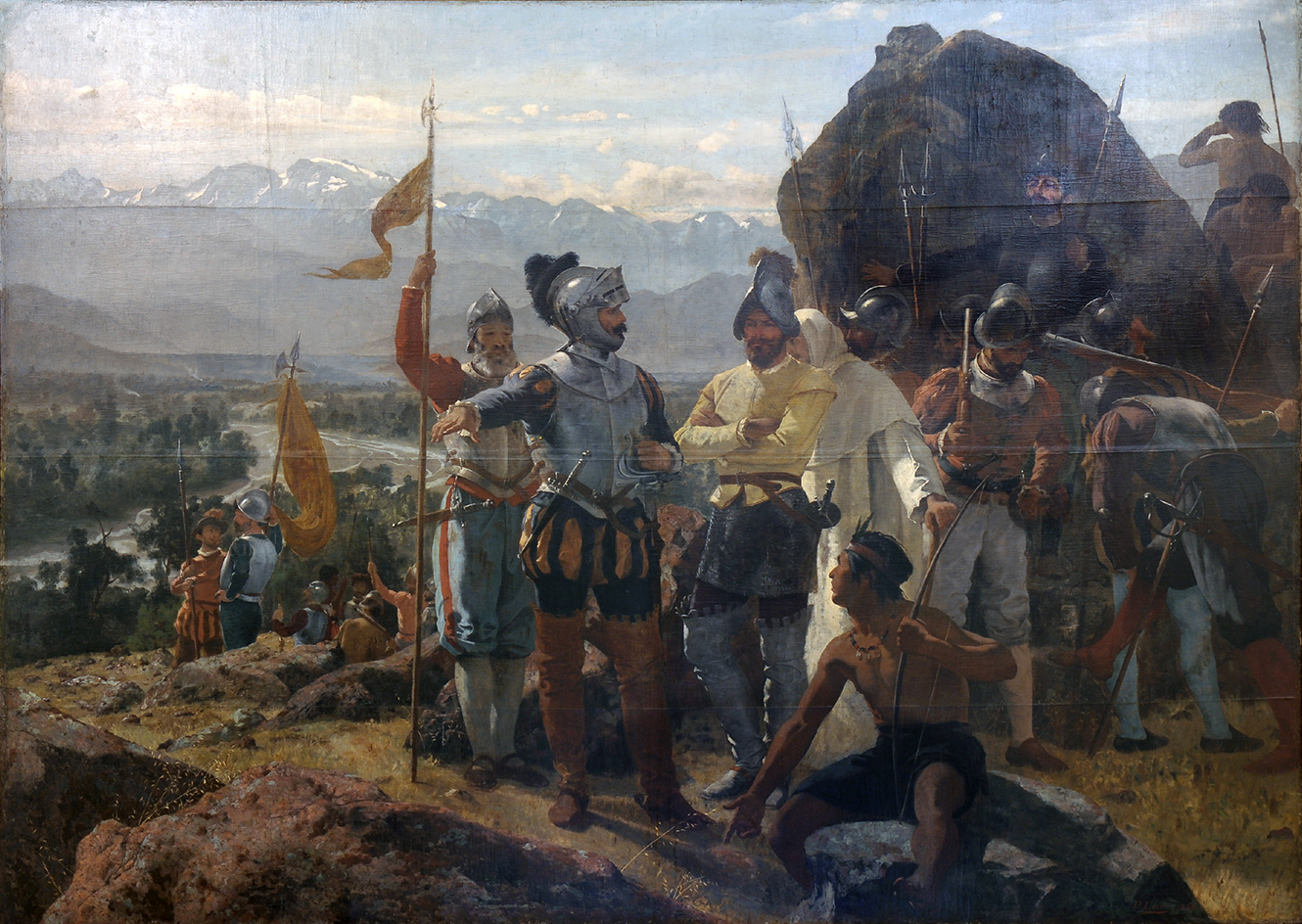
Fundación de Santiago de Nueva Extremadura (actual Santiago de Chile) por el conquistador Pedro de Valdivia, óleo de Pedro Lira.

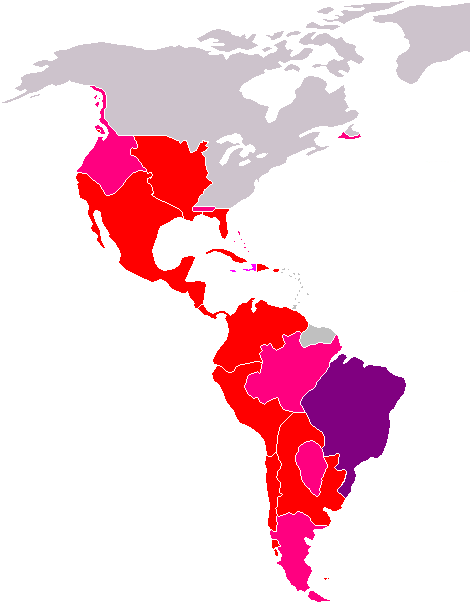
Mapa diacrónico mostrando las áreas de América que formaron parte del Imperio español. Los pueblos originarios de los territorios que no fueron efectivamente ocupados, no formaron parte del sistema colonial. Para detalles ver mapa.
El Imperio español en su cúspide territorial alrededor de 1790
Regiones de influencia (exploradas y/o reclamadas pero nunca controladas) o territorios en disputa o de corto control
Posesiones del Imperio portugués gobernadas por España entre 1580-1640 por anexión dinástica, 1580–1640.
Territorios perdidos en o después de 1717 por la Paz de Utrecht.

Los cronistas de la época suelen describir la Conquista de América como una epopeya heroica. La extensión de territorios que abarcó y el corto espacio de tiempo en el que sucedió, no tienen parangón en la historia de las conquistas europeas. Otras crónicas, como los testimonios de los pueblos indígenas y de algunos frailes españoles, han presentado la Conquista de América como un hecho moralmente cuestionable, movido por la explotación de recursos naturales y caracterizado por una invasión militar y cultural que terminó por extinguir en buena parte las tradiciones vernáculas del continente descubierto.
La conquista sin embargo tuvo motivaciones tanto materiales como espirituales, siendo uno de los grandes objetivos de los monarcas españoles la evangelización de los pueblos indígenas de América. También fue distinta a otras conquistas europeas por incorporar, por primera vez en la historia, una legislación para la protección de los pueblos indígenas. Las Leyes de Burgos de 1512 establecieron la condición de hombre libre de los indígenas, con la prohibición expresa de ser explotados, sin perjuicio de la obligación de trabajar a favor de la corona como súbditos de la misma. Más tarde fueron promulgadas las Leyes Nuevas de 1542, unas Leyes y ordenanzas nuevamente hechas por su Majestad para la gobernación de las Indias y buen tratamiento y conservación de los Indios que revisaban el sistema de encomiendas concediendo una serie de derechos a los habitantes indígenas para mejorar sus condiciones de vida.
Historiadores de distinta procedencia y época han alabado o criticado la Conquista de América dependiendo de su punto de vista. En contadas ocasiones se ha descrito la Conquista con una visión razonablemente neutral. El periodista estadounidense Charles C. Mann dice:

Cuando me dispongo a escribir para la gente de hoy y del futuro, acerca de la conquista y descubrimientos hechos aquí en Perú, no puedo más que reflexionar que estoy tratando con uno de los asuntos más grandes de los que uno posiblemente pueda escribir en toda la creación en cuanto respecta a la historia secular. ¿Dónde antes han visto los hombres las cosas que ellos han visto aquí? Y pensar que Dios ha permitido que algo tan grande permaneciese escondido del mundo por un tiempo tan largo, desconocido a los hombres, y después dejado para ser hallado, descubierto y ganado todo en nuestro tiempo!

Por su parte, fray Bernardino Sahagún enunció:

Esto a la letra ha acontecido a estos indios, con los españoles, pues fueron tan atropellados y destruidos ellos y todas sus cosas, que ninguna apariencia les quedó de lo que eran antes.

Fray Bartolomé de las Casas consideraba la Conquista de América como una de las «maravillas» del mundo. Sin embargo, la definía también como «la destrucción de las Indias»:

En estas ovejas mansas, y de las calidades susodichas por su Hacedor y Criador así dotadas, entraron los españoles, desde luego que las conocieron, como lobos e tigres y leones cruelísimos de muchos días hambrientos. Y otra cosa no han hecho de cuarenta años a esta parte, hasta hoy, e hoy en este día lo hacen, sino despedazarlas, matarlas, angustiarlas, afligirlas, atormentarlas y destruirlas por las extrañas y nuevas e varias e nunca otras tales vistas ni leídas ni oídas maneras de crueldad.

 Algunos historiadores consideran estas afirmaciones tergiversadas y algo exageradas. Muchos cronistas del norte de Europa, se basaron inicialmente en los escritos de Bartolomé de las Casas para crear una propaganda destinada a ensuciar y menospreciar el nombre de España y de los españoles. Es lo que se conoce como la Leyenda Negra, creada por ciertos países enemigos de España para crear animadversión contra ella.

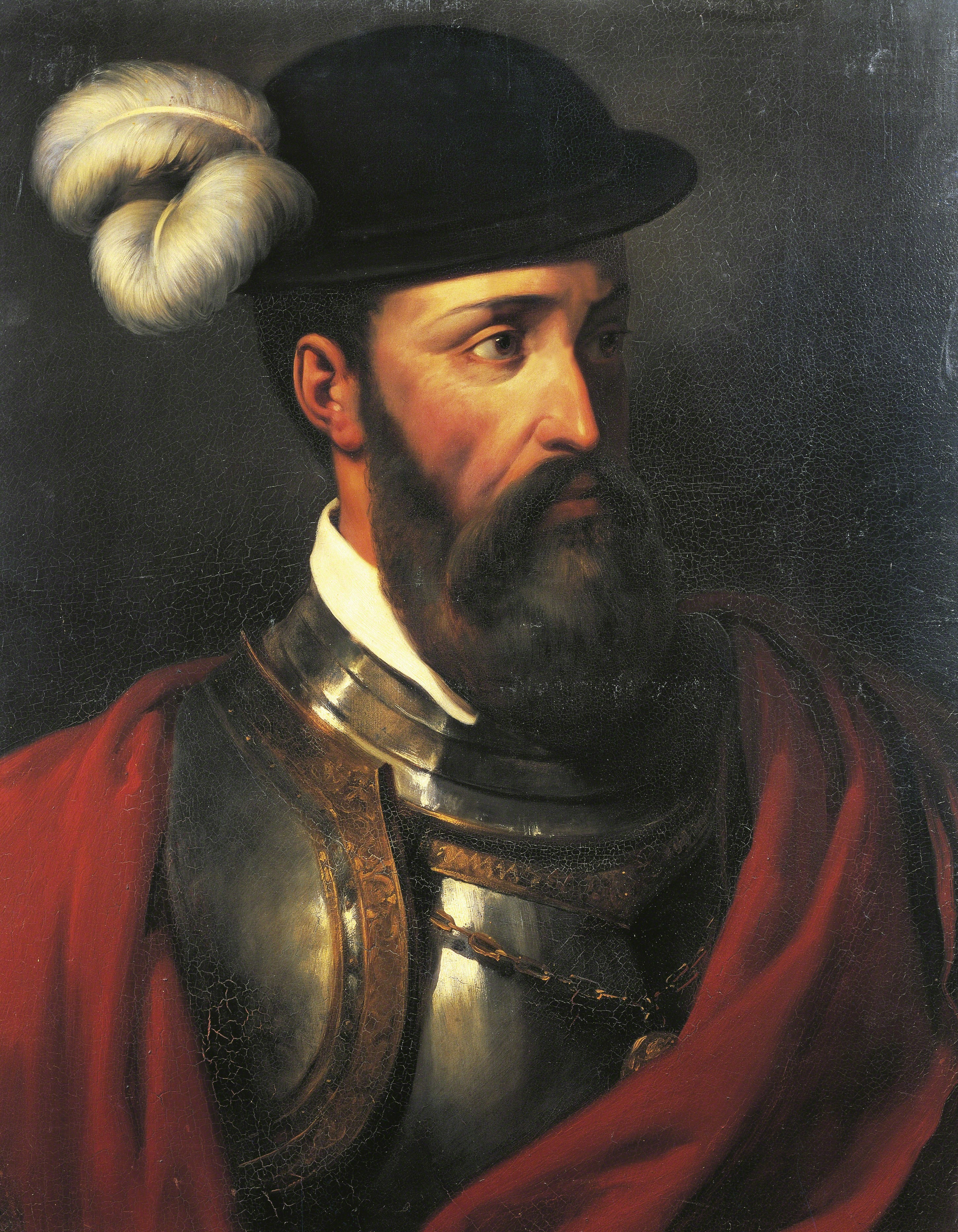
Francisco Pizarro, conquistador del Perú.
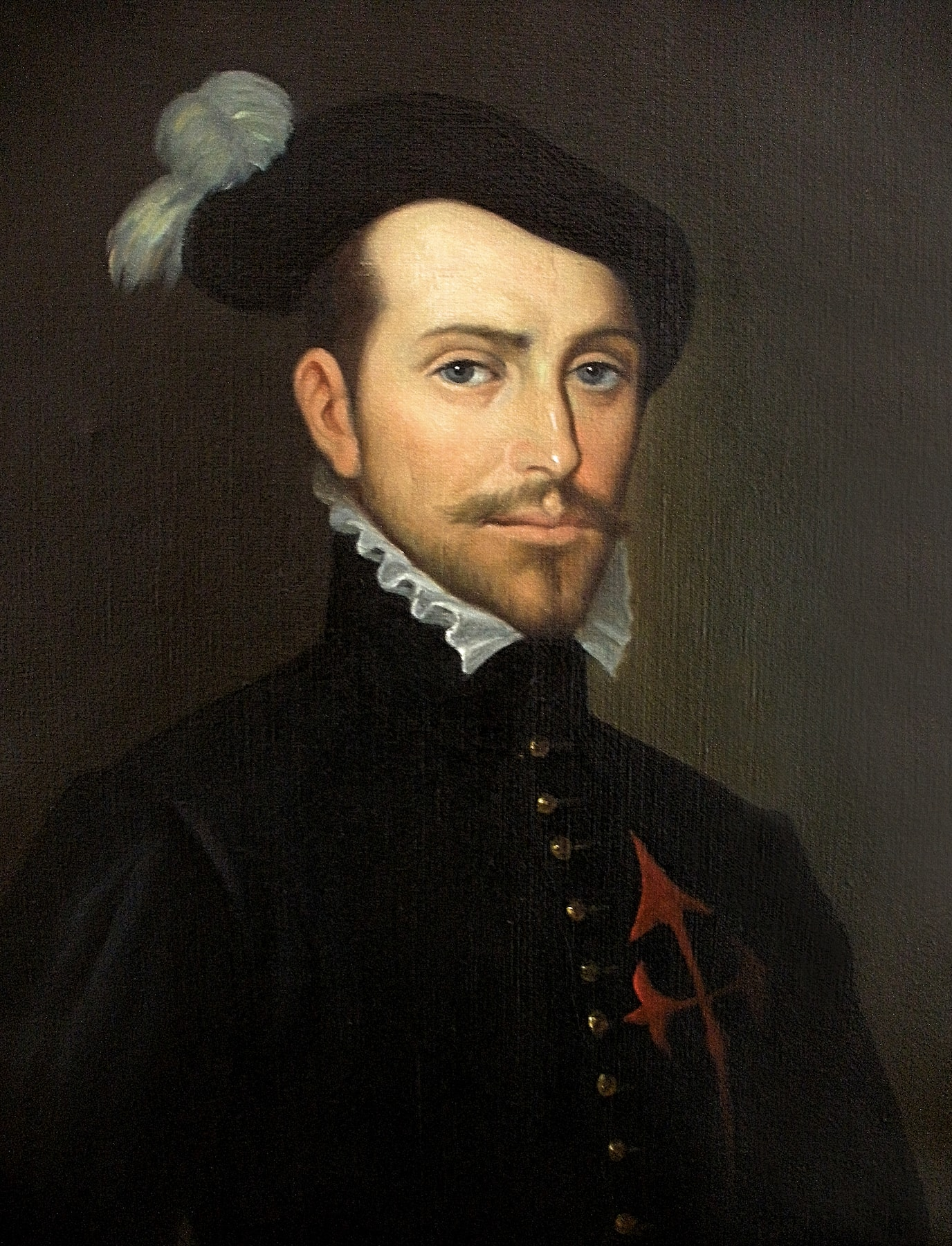
Hernán Cortés, conquistador de México y Honduras.
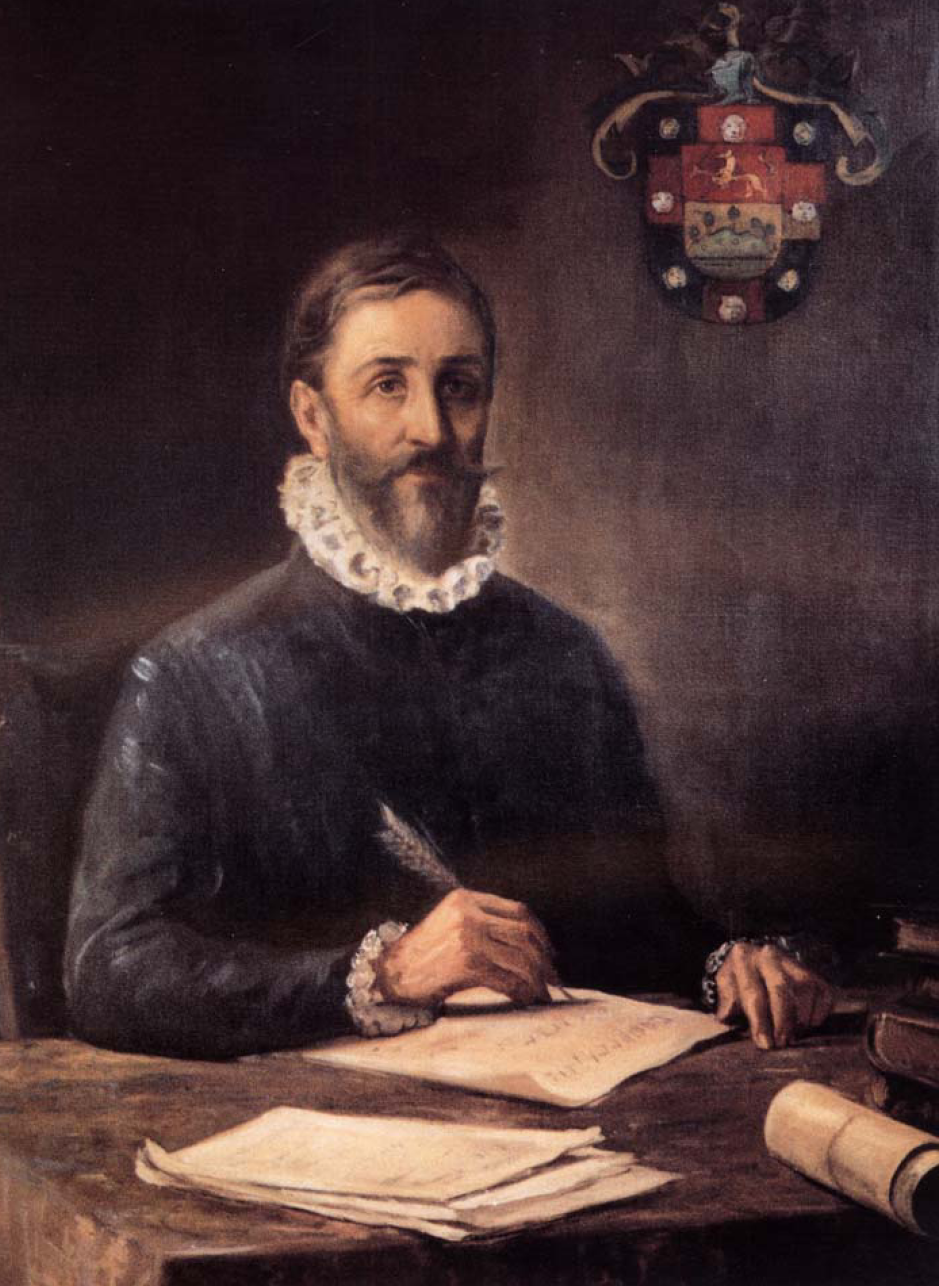
Gonzalo Jiménez de Quesada, conquistador de Colombia.
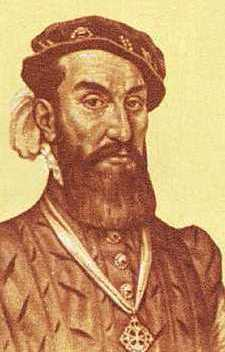
Cabeza de Vaca, descubridor de la costa sur de Norteamérica.
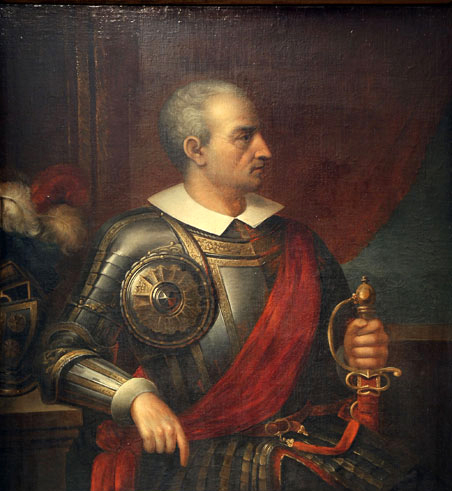
Diego de Almagro, descubridor de Chile y Bolivia, y fundador de Ecuador.

## Factores que favorecieron a la conquista española

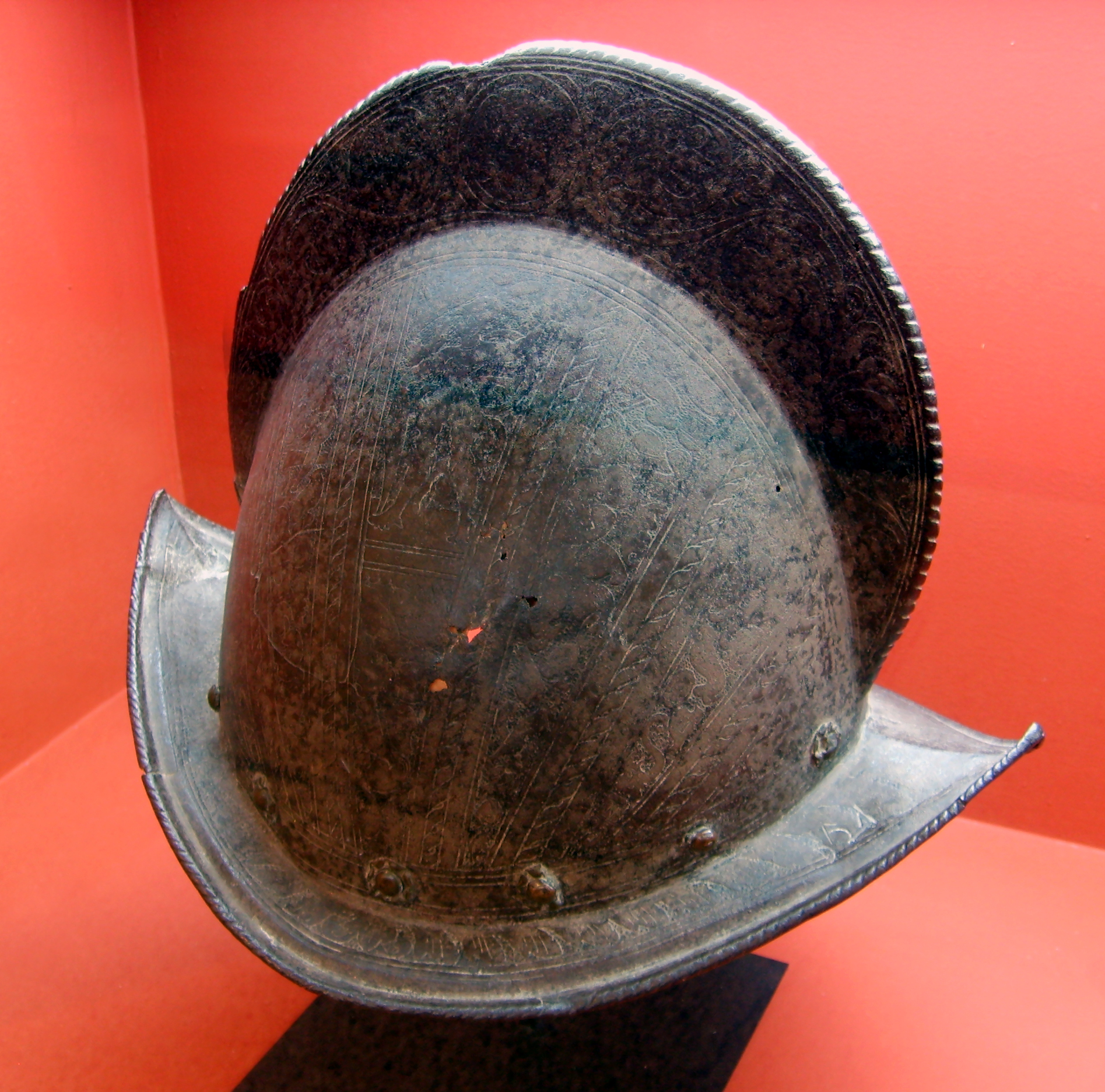
El morrión era el casco arquetípico del conquistador español. Este es un morrión hecho de hierro

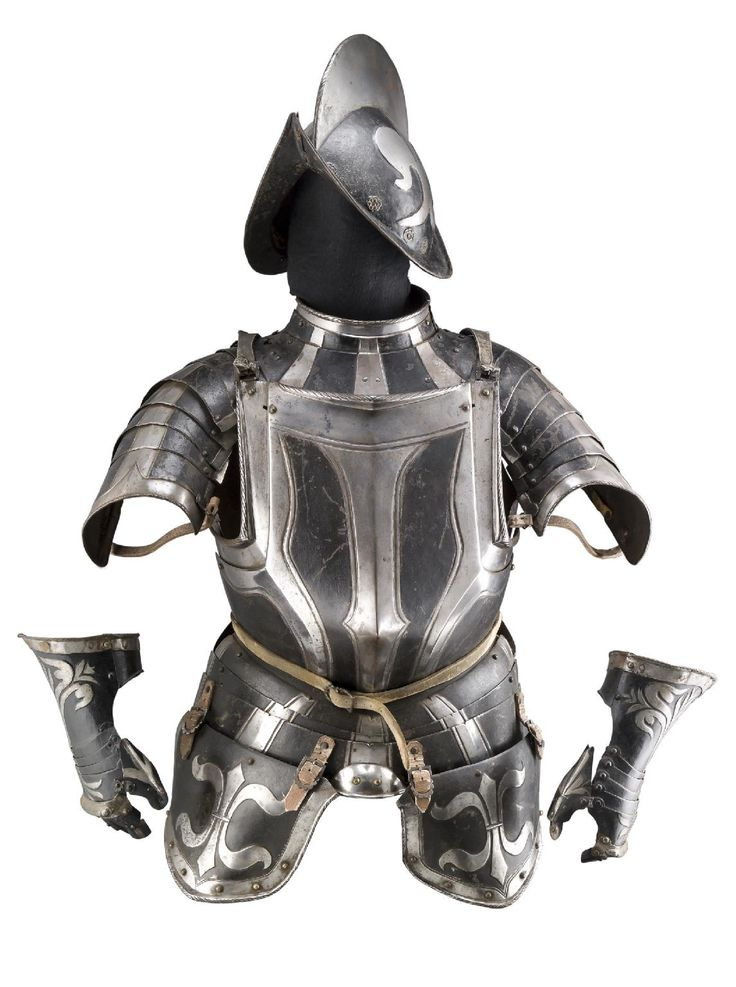
Armadura de conquistador español

### La Reconquista española
Los historiadores John H. Elliot y Francisco Morales Padrón hacen hincapié en el poco aprecio que tenían los conquistadores a su propia vida a la hora de emprender sus campañas militares y la convicción que tenían en el éxito. Tras los ocho siglos de Reconquista cristiana de los territorios musulmanes en España los españoles habían forjado una moral de caballero en pos de una misión trascendental.
Antes de entrar en combate con sus 177 hombres contra los 40.000 incas de Cajamarca, el conquistador Pizarro dijo:

Tened todos ánimo y valor para hacer lo que espero de vosotros y lo que deben hacer todos los buenos españoles y no os alarméis por la multitud que dicen tiene el enemigo, ni por el número reducido en que estamos los cristianos. Que aunque fuésemos menos y el enemigo contrario fuese más numeroso, la ayuda de Dios es mayor todavía, y en la hora de la necesidad Él ayuda y favorece a los suyos para desconcertar y humillar el orgullo de los infieles y atraerles al conocimiento de nuestra Santa Fe.

El escritor Juan Sánchez Galera menciona que los españoles estaban también imbuidos en la cultura renacentista europea que dibuja a un hombre como un ser portador de valores y capaz de decidir su propio destino. Esta visión es contraria al materialismo, donde cada cual vale en función de lo que tenga y no de lo que sea como persona.

### La religión
Francisco Morales Padrón destaca la espiritualidad. Las culturas de los americanos, como la de los españoles, era profundamente teocéntrica. En ese caso, no era fundamental quién poseía más hombres o menos sino a quién beneficiaba más el Cielo. Y es una realidad que los españoles dieron la impresión a los indígenas de que el dios cristiano estaba de parte de ellos y muchos indígenas perdieron las razones para seguir luchando.[cita requerida]
La religión azteca era fatalista. A los dioses habitualmente se les adoraba para impedir que se enfurecieran y el mundo dejara de funcionar. Para evitar esas catástrofes eran realizados sacrificios humanos a los dioses. Solo en Tenochtitlán se practicaban anualmente más de 20.000 sacrificios humanos. En 1521, tras la conquista de la ciudad por Hernán Cortés, se encontraron 140.000 cabezas humanas amontonadas en una pila de ofrendas.[cita requerida] A la víctima del sacrificio humano se le sacaba el corazón y se embadurnaba con su sangre las paredes del templo y su cadáver era arrojado pirámide abajo para ser comido por los asistentes. El canibalismo religioso estaba tan extendido que estudios antropológicos han demostrado que una parte de la dieta proteínica de los habitantes de Tenochtitlán provenía de ahí.
Además entre los indígenas existían mitologías a menudo comunes entre distintos pueblos que coincidían en que algún día aparecerían desde el otro lado del mar personas sobre casas flotantes con piel blanca y barba que acabarían con sus viejas culturas y crearían una nueva y superior. Entre los aztecas este mito estaba relacionado con Quetzalcóatl, entre los incas con Viracocha y para los muiscas se relacionaba con Bochica. Otros pueblos llevaron a cabo suposiciones de que los españoles, como sus caballos, eran inmortales.
Los españoles libraron entonces una guerra religiosa convenciendo a los nativos de que su dios era verdadero y que los dioses a los que ellos adoraban no eran más que figuras de piedra. Además les explicaron que más les valía vivir como católicos que seguir manteniendo sus creencias tradicionales. Cortés subía a los templos delante de los aztecas y destruía los altares con un martillo e iba destruyendo todas los estatuas de las ciudades por donde avanzaba demostrando que eso no tenía ningún tipo de consecuencia divina. Del mismo modo Pizarro destruyó el santuario de Pachacámac. Cuando Hernán Cortés se dispuso a visitar el gran templo de Huitzilopochtli, varios días tras su llegada a Tenochtitlan, el emperador Moctezuma lo esperaba en lo más alto de la pirámide. El emperador le ofreció a un grupo de sacerdotes para que lo llevaran a hombros pero Cortés rehusó y subió a pie con sus compañeros los 114 escalones. Cuando Moctezuma le dijo "Señor, estaréis cansado, tras subir a este gran templo nuestro", Cortés contestó "Ni yo ni los que vienen conmigo nos cansamos en cosa ninguna".

### Armamento
En su imprenta de Fráncfort el protestante y grabador de Flandes Teodoro de Bry publicó grabados de españoles cometiendo atrocidades en América. Los españoles son a menudo mostrados con arcabuces frente a indígenas que se encontraban prácticamente desarmados y a merced de esas atrocidades. Sin embargo, la mayor parte del continente americano se conquistó contando con tan solo 16 arcabuces: 13 que portaban las tropas de Hernán Cortés y 3 que portaban las tropas de Pizarro cuando entró en Cajamarca.

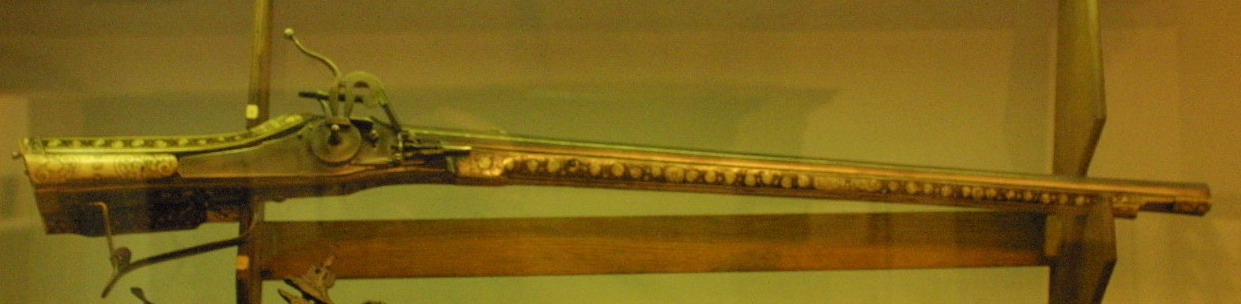
Arcabuz en un museo

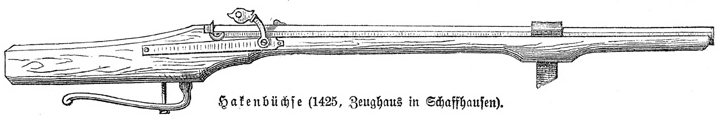
Arcabuz alemán

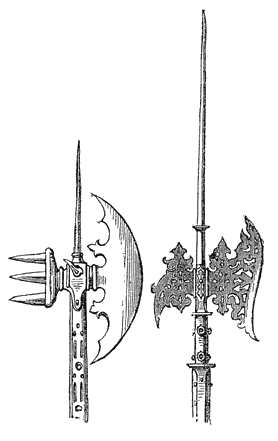
Alabarda

Los españoles portaban escasas armas de fuego. Sobre todo poseían armas de cuerpo a cuerpo como espadas, dagas, lanzas y alabardas. Los arcabuces no podían ser fabricados por un buen herrero, sino que procedían de una industria y eran caros de crear, por lo que la mayoría de los colonos no podían permitírselos. Los soldados españoles sí poseían armas de fuego, pero se encontraban en Europa cobrando un buen sueldo y muy pocos querían dejarlo todo para ir al Nuevo Mundo. Los españoles que sí llevaron arcabuces pronto se dieron cuenta de que eran completamente ineficaces contra los aborígenes porque estos atacaban por sorpresa y las armas de fuego precisaban de varios minutos antes de realizar el primer disparo, porque aunque en cargar la bala y limpiar el cañón podían tardar solo 30 segundos hacía falta prender la mecha. Para prender la mecha las veces que se quisiera disparar primero hacía falta tener algo con fuego y entonces no existían las cerillas, por lo que había que hacer fuego con piedras para encender cuerda con la que ir prendiendo la mecha. Es este proceso de obtener fuego antes del primer disparo el que retrasaba el proceso varios minutos. El arcabuz era un arma un tanto pesada y por eso a veces se usaba para un palo de metro y medio para apoyarlo llamado horquilla. Una vez cargado el arcabuz, encima de la horquilla y listo para disparar los hombres se encomendaban a Santa Bárbara para que la pólvora no estuviese húmeda, cosa habitual en las antiguas pólvoras negras con una gran cantidad de sales en su composición.
Las armas de fuego eran eficaces en las batallas europeas del siglo XVI, donde dos ejércitos compactos se enfrentaban en campo abierto. En el tiempo en que un español se preparaba para realizar el primer disparo un indígena podía disparar 20 flechas y por todas las razones expuestas ni fueron abundantes ni ayudaron demasiado en la conquista.
Un arma que era bastante habitual entre los soldados españoles era la ballesta. Esta arma fue inventada en el Imperio romano y perfeccionada en la Edad Media. En los campos de batalla europeos de la primera mitad del siglo XVI era muy común entre los soldados españoles. Sin embargo tampoco era muy frecuente en los españoles en América, porque aunque esta sí podía ser fabricada por un buen artesano y siempre estaba lista para el primer disparo en las batallas en distancias cortas y en las escaramuzas no se consideraba tan útil.
Un arma que estuvo presente en América fue el falconete, que es un cañón de bronce que normalmente se encontraba fijo en el castillo de popa de los barcos y que a veces era desmontado del barco y cargado a lomos de un mulo o en la espalda de una persona y descargado para su uso. Estos cañones disparaban bolas de hierro de unos 3 centímetros de calibre. Fueron usados con éxito y efectividad por Hernán Cortés en Tenochtitlán y por Pizarro en Cajamarca. A veces los españoles cambiaban la bola de hierro por un buen puñado de balas de arcabuz. Eran útiles para disparar contra grupos de indios. En el recuento que hizo Cortés en Cozumel llevaba cuatro falconetes y Pizarro contaba con un falconete en Cajamarca.
Sin embargo, los factores que realmente fueron decisivos fueron las espadas, las lanzas, las picas, las hachas, las dagas, los cuchillos, los arcos, las ballestas, la coraza, el perro y el caballo. La coraza daba seguridad al soldado en los combates cuerpo a cuerpo.
Aunque los indígenas no conocían el hierro o el acero tenían una gran habilidad para trabajar la piedra, especialmente el ágata y la obsidiana. Una flecha con punta de ágata podía a menos de 30 metros atravesar la coraza de un conquistador. Hacían el filo de sus espadas de madera con lascas de obsidiana y pedernal embutidas y estas, según las crónicas, podían cortar la cabeza de un mulo de un solo tajo. En lugar de corazas, se protegían con "escaupiles", que según describe Hernando Colón eran petos de algodón colchados. La depurada tecnología textil de las civilizaciones andinas, que permitía tejidos de hasta 500 hilos por pulgada estructurados en capas sucesivas, les permitió desarrollar eficientes armaduras de tejido acolchado (el escaupil) que fueron adoptadas finalmente por los españoles, abandonando sus cascos y corazas metálicas, ya que estas no eran adecuadas para climas tropicales, tanto por el calor que daba a los portadores como por la corrosión que sufrían.
El arma principal de los ejércitos andinos era la honda, realizada con tejidos, con la que arrojaban piedras calentadas hasta el rojo vivo, envueltas en algodón y brea. Utilizando estas armas los quechuas arrasaron Cuzco, ocupada por los españoles en 1536.
Los indígenas tenían más potencial militar del que pudiera suponerse. Las guerras contra los mapuches, en el actual Chile, costaron 30.000 bajas españolas en el primer siglo de conquista.

### El caballo y otros animales
El asalto de caballería venía siendo una técnica militar desde los tiempos de Alejandro Magno. El caballo también permitía entrar al galope entre el grueso de los enemigos dando mandobles y causando un gran número de bajas. Por otro lado el caballo aportaba gran facilidad de maniobra y movimiento para retirarse tras la carga. Cortés contaba en Cozumel con 16 caballos y Pizarro en Cajamarca tenía 67 caballos.
La introducción del caballo por parte de los españoles les permitió en algunos casos moverse con rapidez y lanzar rápidos ataques. Sin embargo, en las zonas montañosas y selváticas, los españoles se mostraron menos adaptados tecnológicamente que las culturas indígenas, que utilizaban la llama y técnicas especiales para construir caminos y puentes adaptados a ese tipo de terrenos. En algunos casos los pueblos originarios, principalmente en Norteamérica, la Araucanía, la pampa y la Patagonia, se apropiaron del caballo y desarrollaron técnicas de adiestramiento y monta, y se volvieron un factor decisivo para rechazar a los conquistadores. Los españoles utilizaron también perros de presa para rastrear y atacar indígenas y esclavos en la selva y en los bosques.

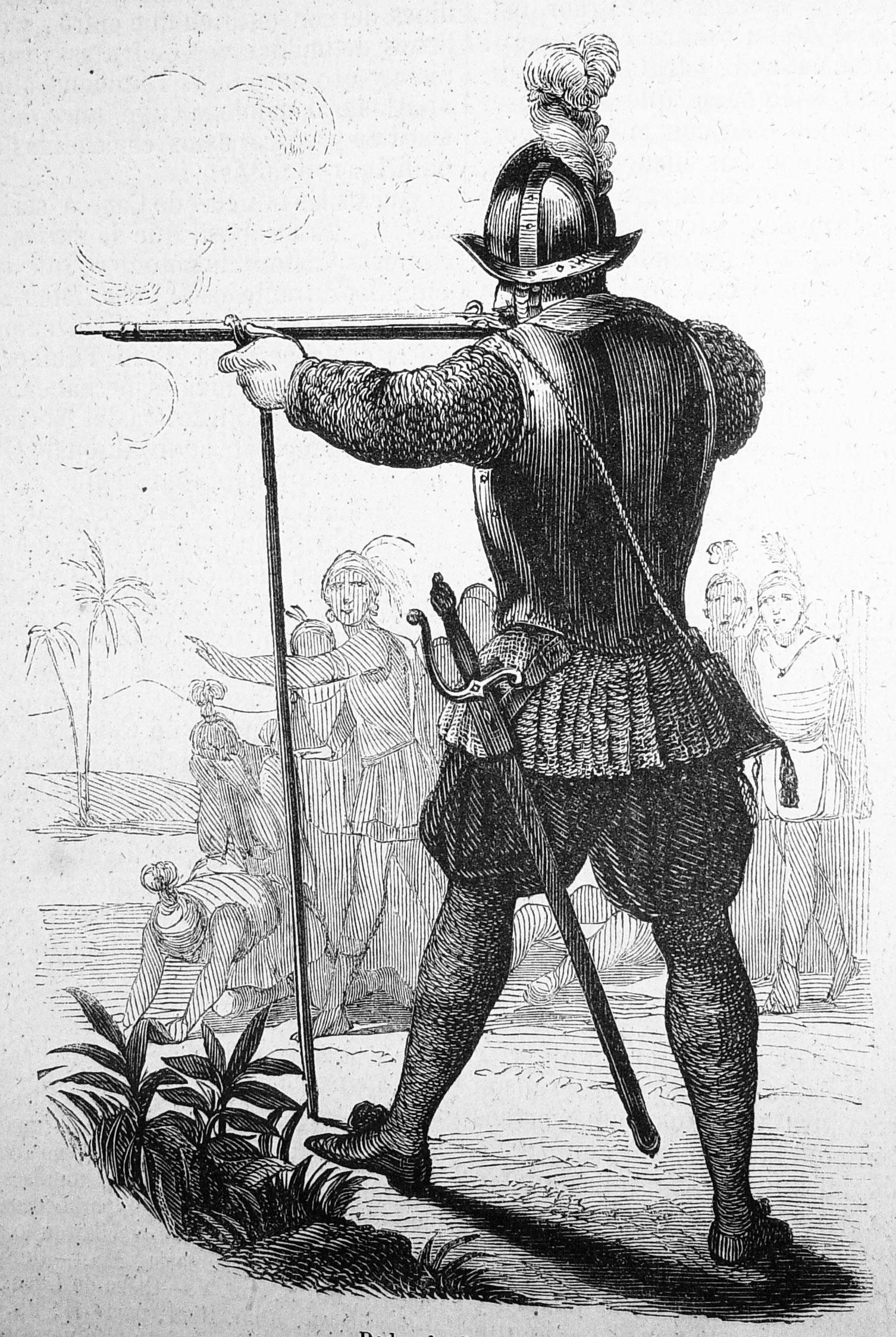
El conquistador español Pedro de Candía disparando con un arcabuz de mecha.
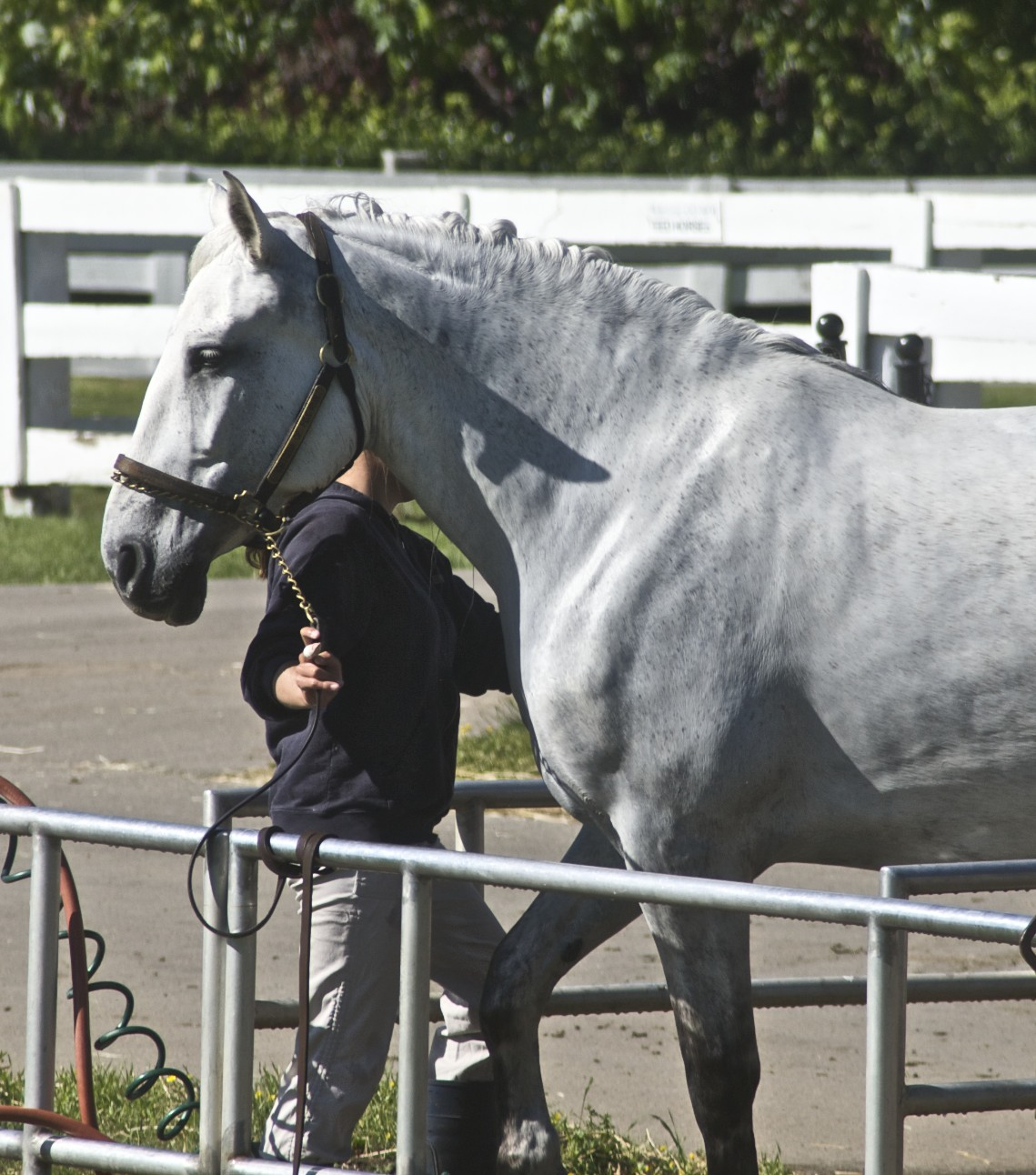
El uso de caballos era totalmente desconocido por los indios americanos. Los caballos de pura raza españoles son, además, reconocidos internacionalmente por su excelencia.
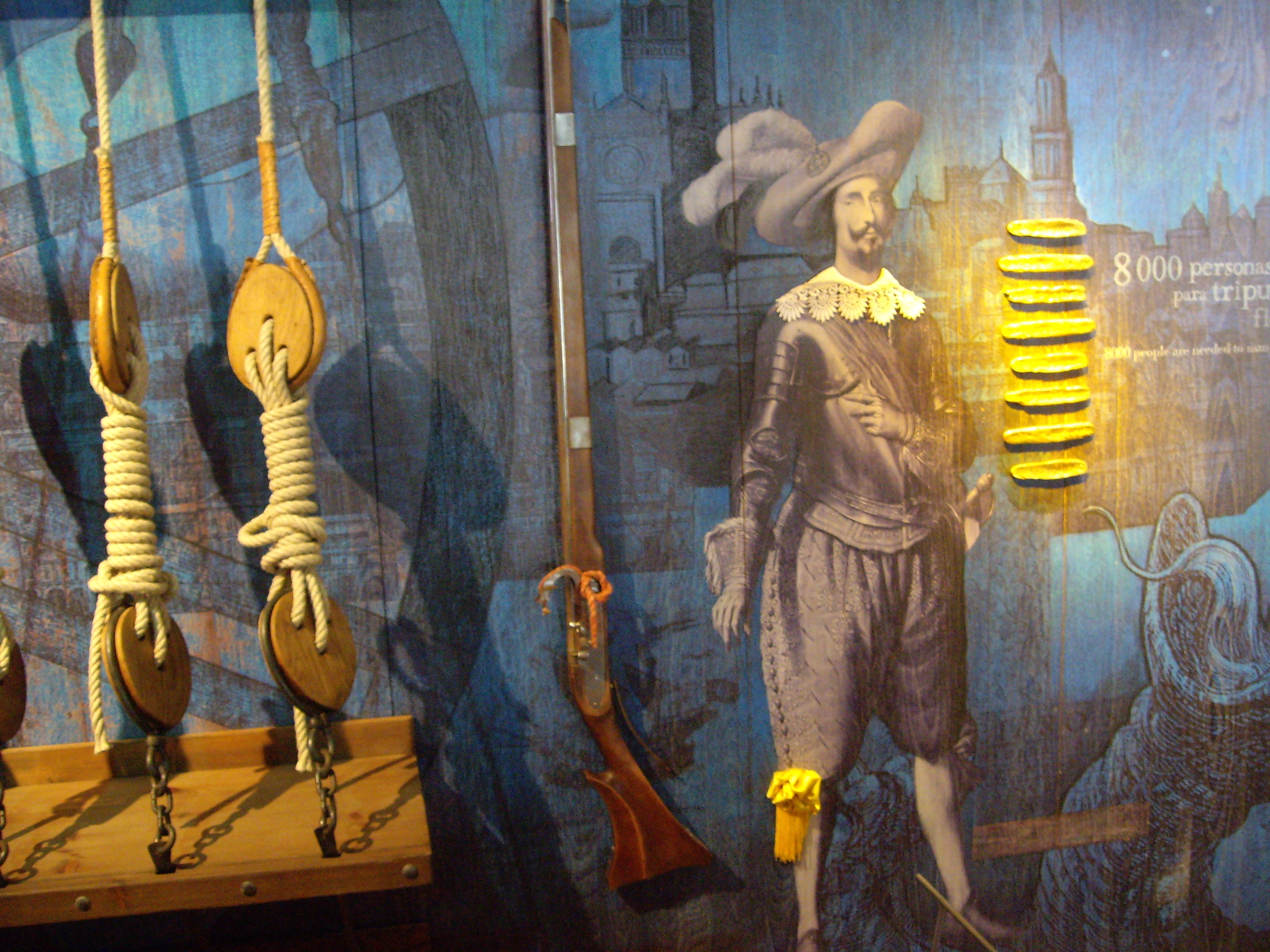
Mural que representa amarres de un barco, un mosquete de mecha (evolución del arcabuz), un capitán español y filones de oro puro. Pabellón de la Navegación, Sevilla, España.
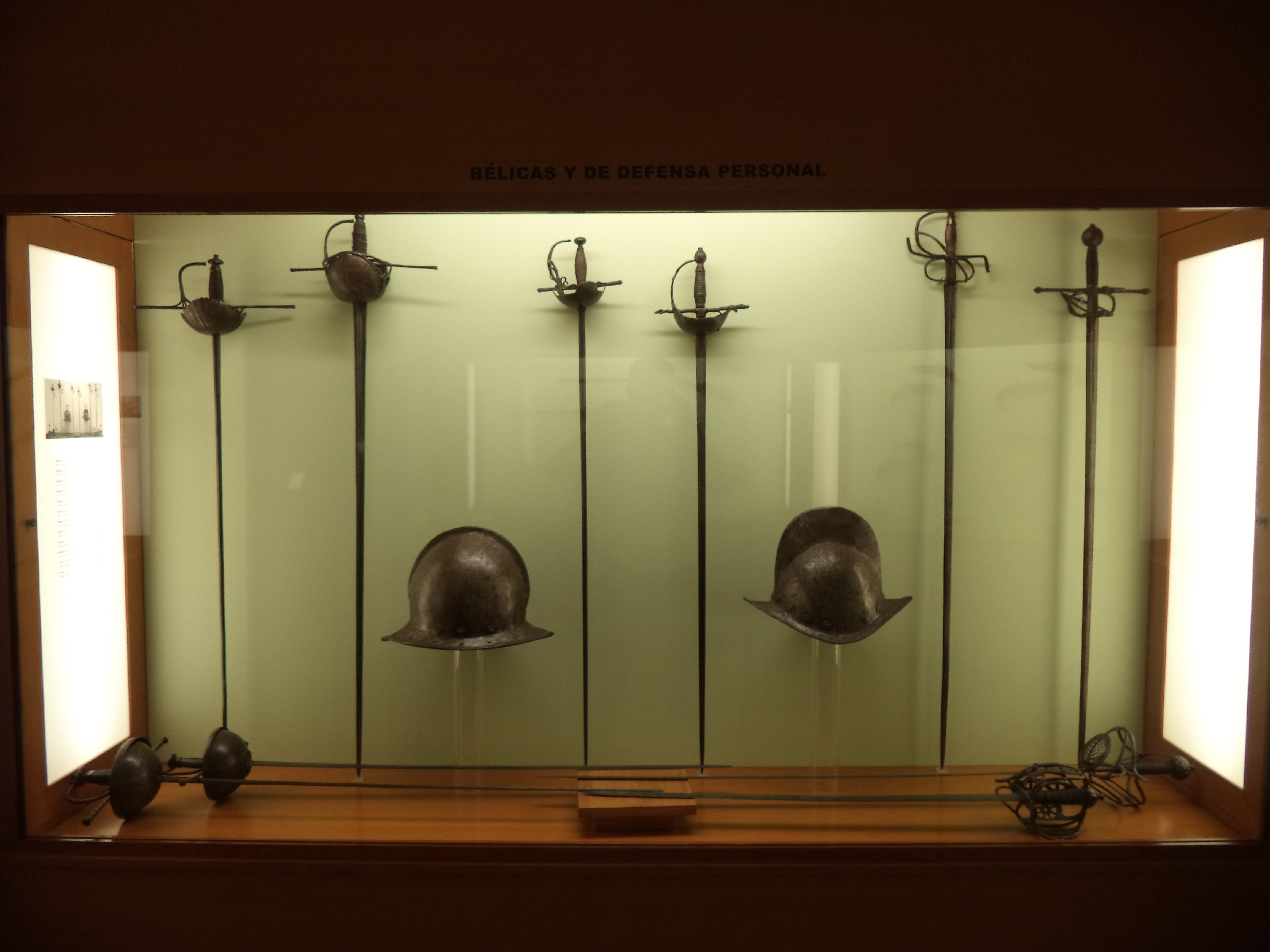
Espadas roperas de acero toledano. También se encuentra en la vitrina en clásico morrión. Museo de Artes y Costumbres Populares, Sevilla.

### Tecnología
Los aztecas y los incas se encontraban tecnológicamente más atrasados que los españoles. Conocían la rueda, pero desconocían formas prácticas para utilizarla, aunque poseían buenas redes de comunicaciones y eran hábiles en las manufacturas líticas y de metales nobles. Tampoco conocían la navegación a vela. En los Andes Centrales se conocían las aleaciones metálicas de base cobre: el cobre arsenical y el bronce al estaño.
El conocimiento del metal se aplicó principalmente para la elaboración de objetos religiosos, artísticos y simbólicos, así como de utensilios domésticos de uso cotidiano. Solo los quechuas y los purépechas elaboraban armas de cobre y de bronce, pero estas no alcanzaban el filo y dureza del hierro o del acero.

### Recursos humanos
Hernán Cortés con 508 hombres conquistó Tenochtitlán, una ciudad con un cuarto de millón de habitantes, capital del Imperio azteca, que contaba con 10 millones de hombres. Francisco Pizarro solamente tenía 177 hombres cuando ganó la batalla de Cajamarca contra 40.000 incas, ciudad importante del Imperio inca, que contaba con 16 millones de habitantes. Jiménez de Quesada conquistó Nueva Granada con menos de 700 soldados. Pedro de Valdivia comenzó la ocupación de Chile con 12 hombres y la terminó con unos 150. Álvar Núñez Cabeza de Vaca exploró y sentó las bases para la conquista pacífica de todo el Sur de los actuales Estados Unidos con solo 2 compañeros.
Por otra parte las civilizaciones originarias tenían la ventaja numérica, si bien las desuniones y enemistades entre los pueblos indígenas jugaron a favor de los españoles. En todos los casos las naciones indígenas cuya conquista pretendían los españoles superaban a estos en número: en promedio los españoles peninsulares nunca superaron el 2% de la población de América. Sin embargo, era habitual que los conquistadores españoles realizaran alianzas para formar ejércitos numerosos. El ejército con el que Hernán Cortés atacó Tenochtitlán estaba integrado por 200.000 soldados, de los cuales menos del 1% eran españoles. Sin embargo, a nivel táctico los españoles eran muy superiores a aztecas e incas. Mientras los indígenas trataban de capturar prisioneros para sacrificar a sus dioses con un objetivo ritual, los españoles solían matar al enemigo en el cuerpo a cuerpo con un objetivo estratégico, lo que unido a su armamento más eficaz causaba gran mortandad entre los nativos.
Otro factor fundamental fue la habilidad de los conquistadores de aliarse con pueblos indígenas aprovechando la enemistad existente entre algunos pueblos, bien apoyando a uno de los bandos de una guerra civil, como en el caso del Imperio Inca, o aliándose con los grupos sometidos por el reino que se pretendía conquistar, como fue el caso del Imperio Azteca.
El descontento de las poblaciones periféricas indígenas sometidas por las ciudades-Estado y la convicción de que la forma de vida de los españoles era mejor que la que hasta entonces habían tenido dispuso a dichas poblaciones a unirse a los españoles. En algunos casos más del 90% de las tropas con las que contaron los españoles eran indígenas americanos. Entre otros casos, Cortés contó con la ayuda de los totonacas, de Cempoala y los tlaxcaltecas mientras que Núñez de Balboa contó con 12 grandes caciques entre los que se encontraban Dabaibe, Careta, Cheru, Nacarao y Micoya. Pedro de Heredia conquistó Colombia con la ayuda del cacique Hinaldo. Pizarro contó en la conquista del Perú con la ayuda de los huancas. Antes de la llegada de Francisco Pizarro los incas ya se encontraban en una guerra civil. Para la conquista del Río de la Plata se contó con la ayuda de los guaraníes.

### La escritura
Jared Diamond explica que los engaños de los españoles en los que cayeron Atahualpa y Moctezuma se debían a que los españoles pertenecían a una sociedad alfabetizada que, gracias a la escritura, tenía a su disposición un enorme corpus de conocimiento sobre comportamiento humano e historia.[cita requerida]

### Las enfermedades
Autores como Jared Diamond resumen las causas de la victoria de Pizarro (paradigma de la conquista española) en «tecnología militar basada en armas de fuego y acero y caballos, enfermedades infecciosas endémicas en Eurasia, tecnología marítima europea, la organización política centralizada de los Estados europeos, y en la escritura».
El escritor estadounidense Charles Mann dice que España «no habría vencido al Imperio (azteca) si, mientras Cortés construía las embarcaciones, Tenochtitlán no hubiera sido arrasada por la viruela en la misma pandemia que posteriormente asoló el Tahuantinsuyu. La gran ciudad perdió al menos la tercera parte de población a raíz de la epidemia, incluido Cuitlahuac». No obstante, antes de que la epidemia de viruela llegara a Tenochtitlán, los aztecas y sus aliados fueron vencidos en la batalla de Otumba por un contingente de españoles y aliados amerindios muy inferior en número y en condiciones físicas lamentables tras sufrir la derrota de la Noche Triste.
Algo similar sucedió con el Imperio inca, derrotado por Francisco Pizarro en 1531. La primera epidemia de viruela fue en 1525 y mató entre otros al Emperador Huayna Cápac, padre de Atahualpa. Nuevas epidemias de viruela se declararon en 1533, 1535, 1558 y 1565, así como de tifus en 1546, gripe en 1558, difteria en 1614 y sarampión en 1618. Dobyns estimó que el 90% de la población del Imperio incaico murió en esas epidemias.
Sin embargo, pudo haber habido también enfermedades propias de América que mermaran la población. Un estudio del médico personal de Felipe II de España, Francisco Hernández de Toledo, que realizó autopsias, habla de una epidemia de 1576. En algunas personas había gangrena en el cuerpo y a las víctimas les salía sangre de las orejas. Hernández conocía la viruela y el tifus y cuando llegó al Nuevo Mundo y supo que esa enfermedad no era ninguna de las enfermedades europeas. Dibujos realizados por los propios aztecas revelan los síntomas que producía esa enfermedad, que los propios aztecas llamaban cocoliztli. En 1545 y los años siguientes murieron 15 millones de personas y en 1570 murieron 2 millones, lo que puede corresponder a dos epidemias. Antes de dichos momentos hubo grandes periodos de sequías seguidos de fuertes lluvias, lo que indica que esa puede ser la condición que se dio para que ese virus prosperara en las poblaciones de ratones y mutara para transmitirse a los humanos. Esa enfermedad no hizo demasiado daño a los españoles, cobrándose sobre todo víctimas entre los sacerdotes, que estaban siempre muy próximos a los indígenas.
Al igual que muchos indios perecían por enfermedades traídas por los españoles, enfermedades tropicales como la "barquía" o la "modorra" llegaron a causar la muerte de entre el 30% y el 50% de algunas expediciones españolas.

### Demografía
El factor decisivo en la derrota de las civilizaciones americanas fue la caída de sus líderes y emperadores, aunque posiblemente tuvo algún papel el colapso demográfico. Entre los investigadores y sectores sociales no hay consenso sobre las causas de ese colapso, atribuyéndolos unos a un genocidio, otros a la introducción de nuevas enfermedades y un tercer grupo a una combinación de ambas causas. El investigador norteamericano H. F. Dobyns ha calculado que un 95% de la población total de América murió en los primeros 130 años después de la llegada de Colón. Por su parte, Cook y Borak, de la Universidad de Berkeley, establecieron luego de décadas de investigación, que la población en México disminuyó de 25,2 millones en 1518 a 700 mil personas en 1623, menos del 3% de la población original. En 1492 España y Portugal juntas no superaban los 10 millones de personas.
No hay consenso en considerar que el colapso demográfico de la población original de América fue la causa principal de su derrota militar. Cada caso fue particular. Sin embargo Steven Katz ha dicho al respecto:

Muy probablemente se trata del mayor desastre demográfico de la historia: la despoblación del Nuevo Mundo, con todo su terror, con toda su muerte.

 Sin embargo, nunca hubo voluntad de realizar un exterminio total de la población indígena por parte de los españoles, sino que inicialmente lo que pretendían era someter a la población para explotar los recursos y su mano de obra. Así fue al menos hasta la promulgación de las Leyes de Burgos y demás derecho indiano, que mostraban intención por parte de la Corona de proteger a los indígenas sometidos de los abusos.

## La evangelización en la conquista
La bula alejandrina de 1493 supuso el reconocimiento papal a la propiedad de las tierras recién descubiertas por los Reyes de España, cosa supeditada a la conversión de los indios al cristianismo. En Europa se creó un concepción de los indios como genus angelicum o "pueblo angelical". Tras los primeros viajes se trajeron a algunos indios a España y su complexión delgada, sus simples formas de vida y su aparente ingenuidad hicieron pensar a todos que en América habría una pronta civilización y evangelización. En España comenzó a crearse una concepción idealizada y dulce de los indios basada en esta primera impresión.
Por supuesto, nada hacía suponer desde el primer momento las costumbres violentas de esos indios, que también se encontraban en América sumidos en guerras y que llevaban a cabo habitualmente prácticas como el canibalismo.[cita requerida] De hecho, en 1512 los españoles solamente han podido asentarse en las islas del Caribe debido al belicismo indígena.
Fernando el Católico encarga un estudio teológico y jurídico al dominico Matías de Paz y al jurista Juan López de Palacios, quienes concluyen que es ilícito hacer la guerra a los indios para obligarlos a la conversión pero que esa guerra puede ser justa si los caciques y jefes prohíben la libre conversión de los súbditos o hace falta la guerra para derribar las costumbres inhumanas cuando se negasen a abandonarlas. 20 años después Francisco de Vitoria y Domingo de Soto llegarán a las mismas conclusiones.
A medida que avanza la conquista los indios van abandonando sus viejas costumbres y se inician las conversiones al cristianismo aunque se recurría a la guerra bastante a menudo sin que, a juicio de algunos, esto fuera necesario. Por esto, una Real Orden de 1526 dispone que cualquier expedición militar debe ir acompañada de clérigos legitimados para evitar el abuso. En 1549 se considera ya prácticamente pacificado el continente y se considera que el resto del trabajo ya corresponde casi exclusivamente a los misioneros.
Francisco de Vitoria, de la Universidad de Salamanca, elaboró teorías jurídicas y teológicas sobre los derechos de la persona, siendo un firme defensor de los derechos de los indios. En 1573 Felipe II prohibió la conquista armada en América y se confió la civilización a frailes y maestros.

## El reparto de América entre las naciones europeas

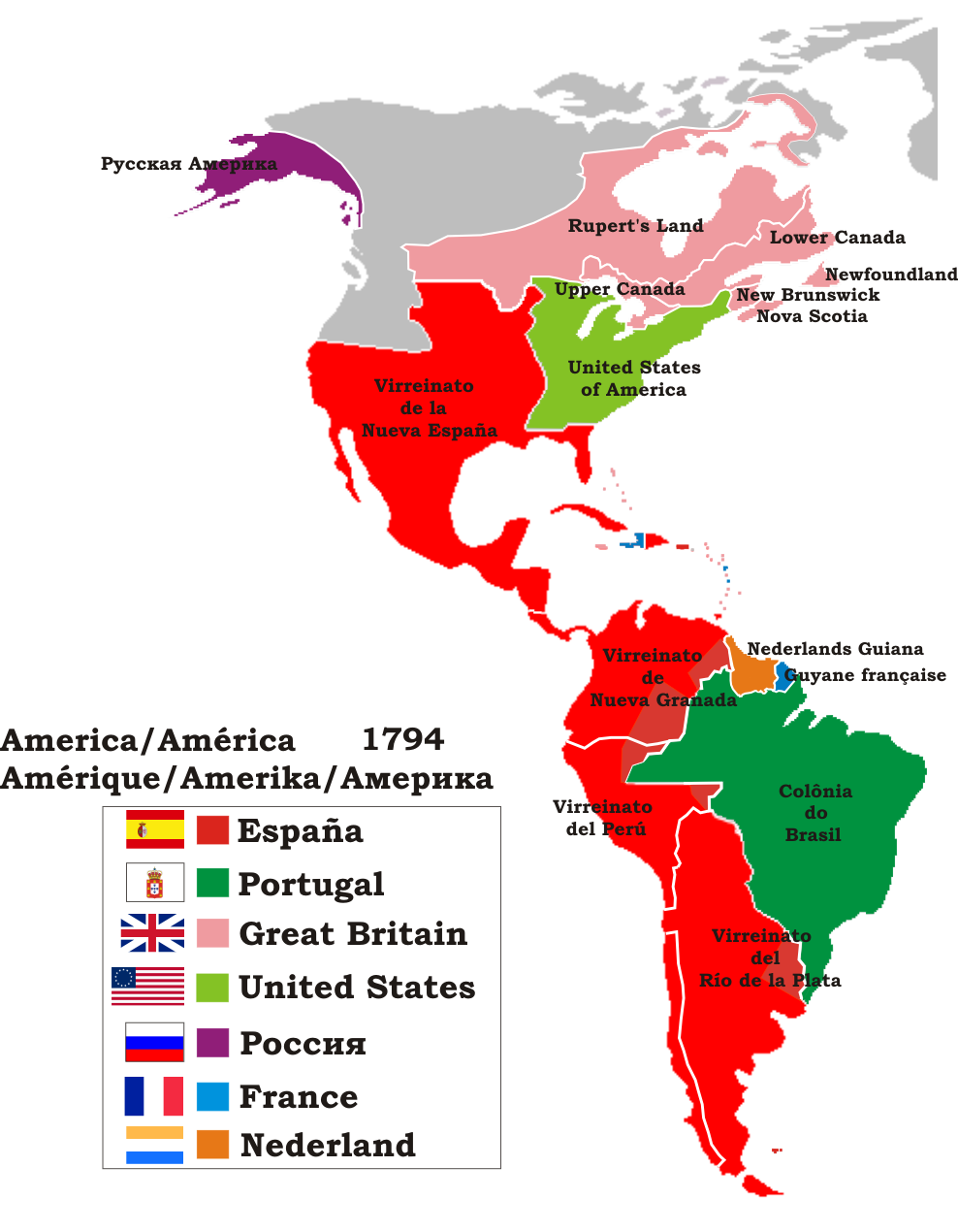
Mapa político de América, en 1794.

La colonización europea de América se inicia a finales del siglo XV luego de que Cristóbal Colón llegara en 1492 con el mecenazgo de los Reyes Católicos. A partir de ahí, el Imperio español, el Imperio portugués, el Imperio británico, el Imperio francés y el Imperio neerlandés, conquistaron y colonizaron el continente, siendo el español el imperio más extenso.
El Imperio español fue el primero en realizar la conquista, y se asentó principalmente en Norteamérica, Centroamérica y en el área andina de Sudamérica (imperios azteca e inca, respectivamente). A España se sumaría poco después Portugal, alegando derechos territoriales sobre Brasil en virtud del Tratado de Alcáçovas, de las Bulas Alejandrinas y del Tratado de Tordesillas.
España fue la potencia que mayor presencia colonial impuso en América. Tomó posesión por la fuerza de los dos grandes imperios existentes en América en ese momento. España se apropió de toda la Costa Oeste de Norteamérica hasta el Estrecho de Georgia, las Montañas Rocosas y de la península de Florida, además de toda Centroamérica, el Caribe y Sudamérica, con la excepción de una zona costera atlántica que luego vino a ser Brasil y las Guayanas. En dicha expansión el Imperio español derrotaría al Imperio azteca y al Imperio inca, además de presentar batalla y dominar territorios de distintas tribus americanas.
Inglaterra estableció Trece Colonias en la Costa Este de Norteamérica y de buena parte de Canadá, además de conquistar a España la isla de Jamaica en 1655.
Francia ocupó la actual Guayana Francesa en Sudamérica (aún bajo su dominio), Luisiana en el Golfo de México, algunas islas del Caribe, y la región canadiense de Quebec. En el siglo XVIII los españoles cederían a Francia la mitad occidental de La Española; el actual Haití.
Los Países Bajos estableció colonias en Norteamérica (Nueva Ámsterdam, que luego sería Nueva York), el norte de Sudamérica (Guayana neerlandesa, hoy Surinam) y algunos asentamientos en islas caribeñas (Antillas neerlandesas y Aruba).

### Conquista española y conquista anglosajona
La conquista inglesa comienza con un siglo de retraso con respecto a la española. En el siglo xvii el potente mosquete y la llave de chispa suponen una gran mejora de las armas de fuego de la que sacan provecho los ingleses.
Los conquistadores anglosajones lucharon con una ventaja de 2 a 1 para ocupar América del Norte en 200 años y los conquistadores españoles sometieron por fuerza el triple de territorio en 4 veces menos tiempo y con una inferioridad numérica de 300 a 1, aunque en la conquista de la Nueva España contaron siempre con una muy buena cantidad de aliados indígenas que, en algunos casos particulares como el sitio de Tenochtitlán, llegaban a 100 000 aliados, según el propio Hernán Cortés.
Los conquistadores anglosajones no integraron a los pueblos sometidos a su sociedad, limitándose a exterminar a la población local para posteriormente ocupar sus territorios, donde trasladaron por entero las formas europeas de vida. Los españoles formarían en América una nueva sociedad mediante la fusión de la cultura europea con las culturas indígenas, de forma semejante al caso del Imperio romano. La colonización anglosajona estaba formada por expatriados protestantes que no eran tolerados por los anglicanos en Gran Bretaña y que trajeron sus costumbres y sus mujeres, por lo que marcaron sus posesiones y luego expulsaron a los nativos. Por el contrario, los españoles no crearon una sociedad diferenciada por la etnia porque apenas viajaban mujeres a América en los primeros tiempos. Los españoles se unieron a las indígenas y las bautizaron formando un pueblo mestizo, aunque no siempre de forma pacífica, dándose casos de violaciones sexuales y matrimonios forzados por parte de los españoles.
En Australia se estima que había un millón de aborígenes cuando llegaron los primeros ingleses, mientras que en 1901 quedaban 93 000. Los aborígenes de Tasmania tuvieron peor suerte pues fueron exterminados, en parte por las enfermedades, como también con una técnica llamada "cordón negro" que consistía en una línea de 2200 soldados que cubría todo el ancho de la isla mientras disparaban contra los aborígenes al avanzar. Hasta los años 1960 estaba bien considerado y era legal en Australia tomar a los niños de los aborígenes para traerlos a casa a trabajar para tareas domésticas si eran niñas o para trabajar en el campo si eran niños.

## El oro

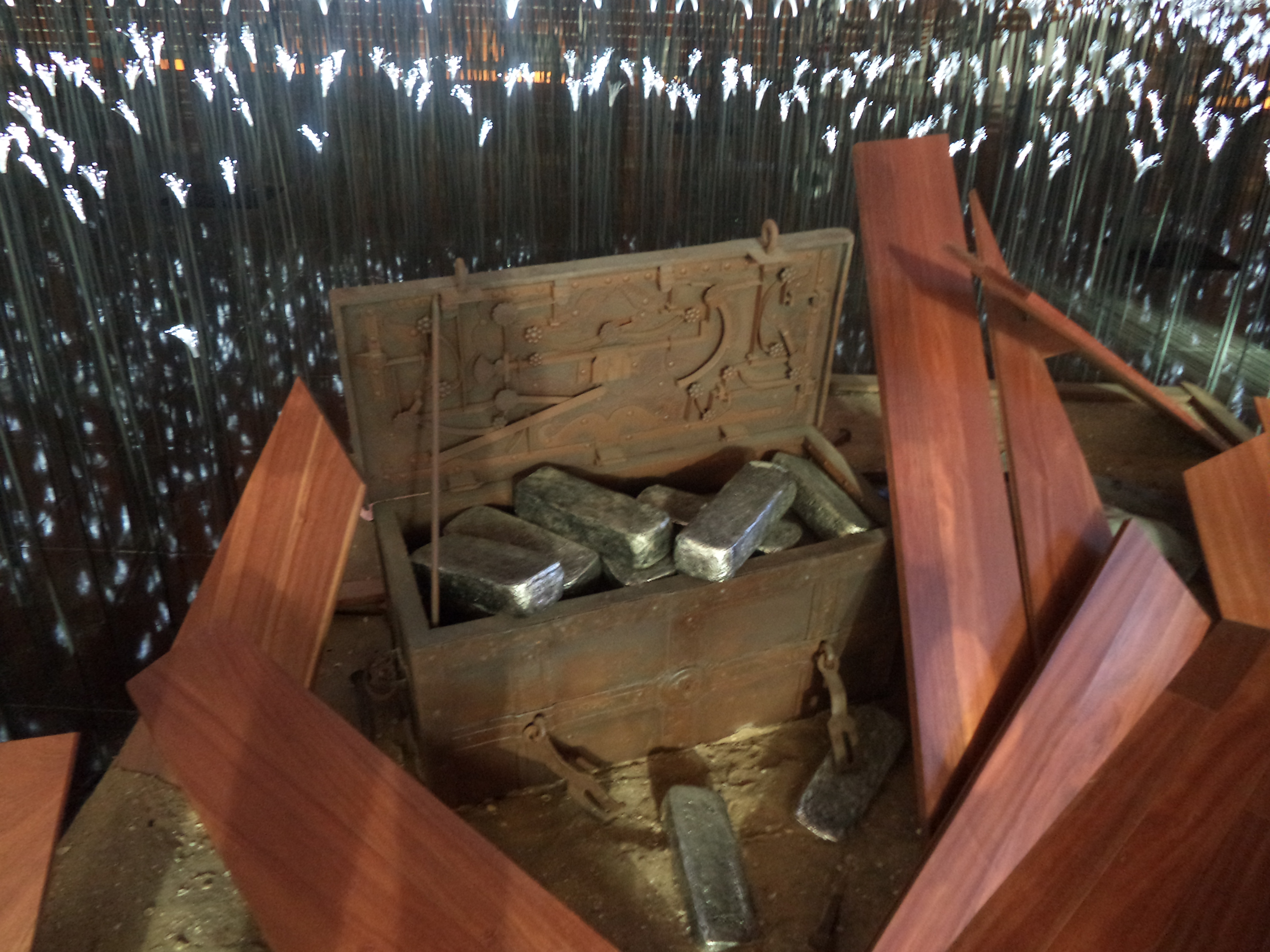
Recreación de unos lingotes de plata en una caja de caudales. La plata resultó ser el metal precioso más abundante en América. Pabellón de la Navegación de Sevilla.

Se ha relacionado mucho la presencia española en América con la búsqueda de oro de los conquistadores. Ciertamente, las leyendas sobre las Siete Ciudades de Oro de Cíbola en América del Norte y El Dorado en Sudamérica motivaron algunas expediciones, como las de Francisco Vázquez de Coronado y Francisco de Orellana.
Aunque la realidad más frecuente era mucho más prosaica, porque los conquistadores no buscaban tanto ciudades míticas doradas como la conquista de tierras que pudieran reportarles riquezas: yacimientos mineros, mano de obra, campos... Cristóbal Colón ya logró encontrar oro en La Española y Centroamérica por lo que la existencia de oro era algo constatado. Sin embargo, a posteriori se descubriría que el metal precioso más abundante en América era la plata, y los españoles la extrajeron durante siglos de México, Perú, Bolivia y Chile.
A partir de finales del siglo XV, los españoles (sobre todo andaluces y extremeños), conscientes de que el mundo ahora era más grande decidían emigrar a un lugar que les proporcionara una gran prosperidad. Las pepitas de oro que habían llegado del Caribe fueron suficientes como para alentar una "fiebre del oro" que aumentó el interés en ir al Nuevo Mundo. Bernal Díaz del Castillo, en su Historia verdadera de la conquista de la Nueva España dijo:

Vinimos aquí por servir a Dios y a su majestad, y también por haber riquezas

Además los metales preciosos no fueron el único negocio posible en el Nuevo Mundo. Por ejemplo, el conquistador Juan Ponce de León logró hacer fortuna comerciando con el pan de yuca.